# František Pokorný (kněz)
R. D. František Pokorný (16. února 1909 Židenice – 19. leden 1987 Brno) byl český (resp. moravský) římskokatolický duchovní a spisovatel, perzekvovaný v době komunistického režimu.

## Životopis
Po maturitě na brněnském klasickém gymnáziu (v roce 1932) studoval teologii v brněnském alumnátě. Měl vynikající jazykové nadání na klasické jazyky – řečtinu a latinu. Kněžské svěcení přijal 5. července 1937. Po svěcení působil jako kaplan na řadě míst brněnské diecéze (Dolní Kounice, Jedovnice, Chrlice). Byl rovněž katechetou v brněnských školách, po druhé světové válce v Brně-Židenicích. V roce 1953 byl zatčen a odsouzen na tři roky vězení. Vězněn byl na Mírově, zdejší pobyt mu výrazně zhoršil zdravotní stav. Po propuštění mu už nebylo umožněno veřejné duchovní působení – mohl pouze sloužit soukromou mši svatou v křestní kapli židenického kostela. Vzhledem k těmto zákazům se věnoval studiu dějin církevní hudby, zejména gregoriánskému chorálu. V archivech a knihovnách studoval středověké kodexy, spolupracoval při katalogizaci rukopisů a starých tisků. Latinský jazyk ovládal tak dokonale, že jím mluvil a psal své vědecké články. K jeho odbornostem patřila středověká hudební kultura a paleografie a historický vývoj liturgie.